# 埃內斯托·馬舍羅尼
埃內斯托·阿貝托·馬舍羅尼·卡斯蒂洛尼（義大利語：Ernesto Alberto Mascheroni Castiglioni，義大利語發音：[erˈnɛsto maskeˈroːni]，1907年11月21日—1984年7月3日），烏拉圭男子足球運動員，司職後衛，他曾隨國家隊參加1930年國際足協世界盃，並獲得冠軍。